# Oleg Constantinovich da Rússia
Oleg Constantinovich da Rússia (27 de novembro de 1892 - 12 de outubro de 1914) foi um filho do grão-duque Constantino Constantinovich da Rússia. Morreu na consequência de ferimentos graves sofridos numa batalha contra o Império Alemão nos primeiros meses da Primeira Guerra Mundial.

## Biografia
O príncipe Oleg era geralmente considerado o mais inteligente dos filhos do grão-duque Constantino. Ele tinha uma grande curiosidade e criava jogos de fantasia complicados para ele e os irmãos jogarem.
O grão-duque Constantino, ele próprio um poeta, fez com que os seus filhos recebessem lições de especialistas em várias áreas. Arqueólogos de renome contavam às crianças as histórias das suas últimas expedições, arquitectos mostravam-lhes slides e explicavam o seu trabalho, coros de igreja e camponeses de todos os cantos do Império eram trazidos para cantar canções religiosas e tradicionais para os irmãos. Oleg destacava-se tanto nos estudos que o seu pai decidiu enviá-lo para uma prestigiada escola, o Liceu de Alexandre, em vez de lhe dar a educação militar habitual que outros homens na família Romanov recebiam. A forma de educação pouco tradicional de Constantino não era aprovada dentro da família. Oleg era o filho preferido de Constantino.

A certa altura, Oleg apaixonou-se pela sua prima, a princesa Nádia Petrovna da Rússia e pediu-a em casamento, mas o noivado foi interrompido pelo inicio da Primeira Guerra Mundial.

## Primeira Guerra Mundial e morte
O príncipe Oleg, juntamente com os seus quatro irmãos, serviu no exército russo desde os primeiros momentos da Primeira Guerra Mundial. Infelizmente a sua participação no conflito não durou muito, uma vez que foi gravemente ferido num combate contra os alemães dois meses depois do inicio da guerra. Tentou-se uma cirurgia de emergência, mas chegou-se à conclusão de que não valeria a pena. Enquanto estava a morrer, o Príncipe disse:
| “ | Estou muito feliz. As tropas vão ficar encorajadas quando souberem que a Casa Imperial não tem medo de perder o seu sangue. | ” |

Três dos seus irmãos (João, Constantino e Igor) também acabariam por morrer nos anos que se seguiram, não em consequência da guerra, mas sim da Revolução Russa de 1917 onde, durante a Guerra Civil que varreu o país com a subida ao poder dos bolcheviques, os três foram assassinados como parte do plano para aniquilar todos os descendentes masculinos da dinastia Romanov.

## Genealogia
| Oleg Constantinovich da Rússia | Pai: Constantino Constantinovich da Rússia                  | Avô paterno: Constantino Nikolaevich da Rússia | Bisavô paterno: Nicolau I da Rússia                       |
| Oleg Constantinovich da Rússia | Pai: Constantino Constantinovich da Rússia                  | Avô paterno: Constantino Nikolaevich da Rússia | Bisavó paterna: Alexandra Feodorovna (Carlota da Prússia) |
| Oleg Constantinovich da Rússia | Pai: Constantino Constantinovich da Rússia                  | Avó paterna: Alexandra Iosifovna               | Bisavô paterno: José de Saxe-Altemburgo                   |
| Oleg Constantinovich da Rússia | Pai: Constantino Constantinovich da Rússia                  | Avó paterna: Alexandra Iosifovna               | Bisavó paterna: Amélia de Württemberg                     |
| Oleg Constantinovich da Rússia | Mãe: Isabel Mavrikievna (Isabel Augusta de Saxe-Altemburgo) | Avô materno: Maurício de Saxe-Altemburgo       | Bisavô materno: Jorge de Saxe-Altemburgo                  |
| Oleg Constantinovich da Rússia | Mãe: Isabel Mavrikievna (Isabel Augusta de Saxe-Altemburgo) | Avô materno: Maurício de Saxe-Altemburgo       | Bisavó materna: Maria Luísa de Mecklemburgo-Schwerin      |
| Oleg Constantinovich da Rússia | Mãe: Isabel Mavrikievna (Isabel Augusta de Saxe-Altemburgo) | Avó materna: Augusta de Saxe-Meiningen         | Bisavô materno: Bernardo II de Saxe-Meiningen             |
| Oleg Constantinovich da Rússia | Mãe: Isabel Mavrikievna (Isabel Augusta de Saxe-Altemburgo) | Avó materna: Augusta de Saxe-Meiningen         | Bisavó materna: Maria Frederica de Hesse-Cassel           |